# Banning (filme)
Banning (bra: Um Homem em Leilão) é um filme norte-americano de 1967, do gênero drama, dirigido por Ron Winston e estrelado por Robert Wagner e Anjanette Comer.
Um filme sobre corrupção e infidelidade dentro e fora de um clube de golfe, Um Homem em Leilão recebeu uma indicação ao Oscar pela canção "The Eyes of Love", composta por Quincy Jones e Bob Russell.

## Sinopse
Mike Banning é assistente para o golfe profissional em um imponente clube de campo. Ele tem um inimigo, na pessoa de Jonathan Linus, que certa vez o acusou de desonestidade, arruinando, desta forma, seus planos para o futuro. Jonathan tem um caso com Carol Lindquist. Outro problema para Mike: seu cargo é ambicionado pelo carregador de tacos Chris Patton.

## Premiações
| Patrocinador                                  | Prêmio | Categoria              | Situação                    |
| --------------------------------------------- | ------ | ---------------------- | --------------------------- |
| Academia de Artes e Ciências Cinematográficas | Oscar  | Melhor Canção Original | Indicado[carece de fontes?] |

## Elenco
| Ator/Atriz       | Personagem         |
| ---------------- | ------------------ |
| Robert Wagner    | Mike Banning       |
| Anjanette Comer  | Carol Lindquist    |
| Jill St. John    | Angela Barr        |
| Guy Stockwell    | Jonathan Linus     |
| James Farentino  | Chris Patton       |
| Susan Clark      | Cynthia Linus      |
| Howard St. John  | J. Pallister Young |
| Mike Kellin      | Harry Kalielle     |
| Gene Hackman     | Tommy Del Gaddo    |
| Sean Garrison    | Richard Tyson      |
| Logan Ramsey     | Doc Brewer         |
| Edmon Ryan       | Stuart Warren      |
| Oliver McGowan   | Senador Brady      |
| Lucille Meredith | Maggi Andrews      |
| William Cort     | Tony               |